# Chavín de Huántar (district)
Chavín de Huántar is een district (distrito) van de Huari-provincia in de regio Áncash van Peru.
Het district is vernoemd naar de plaats Chavín de Huántar, waar zich ook de gelijknamige archeologische locatie Chavín de Huántar bevindt.

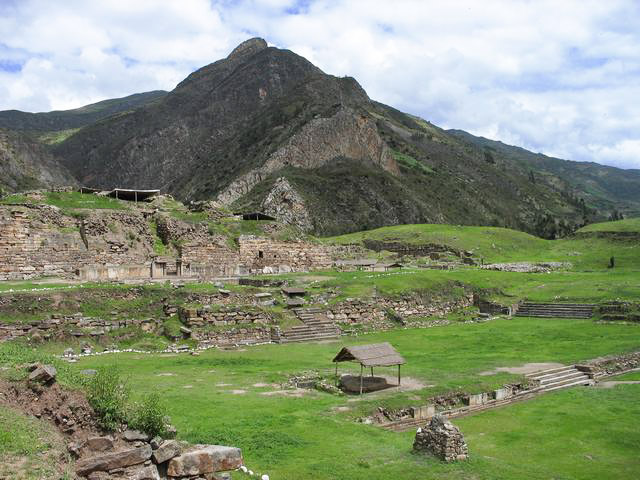
Monumento Arqueológico Chavín de Huántar